# 三条公房
三条 公房（さんじょう きんふさ）は、鎌倉時代初期から前期にかけての公卿。左大臣・三条実房の長男。官位は従一位・太政大臣。浄土寺相国と呼ばれ、三条家が清華家となる基礎を築いた。

## 経歴
寿永2年（1183年）正月に叙爵。侍従を経て、文治5年（1189年）従四位下・左近衛中将、建久6年（1195年）7月に蔵人頭に叙任され、同年11月従三位に叙せられ公卿に列す。正治2年（1200年）3月に権中納言に任ぜられる。
以後昇進して、建保3年（1215年）12月に内大臣となる。建保6年（1218年）順徳天皇のもとで従一位・太政大臣に叙任される。承久3年（1221年）承久の乱後の12月に上表して致仕。嘉禎元年（1235年）9月に出家し法名を空寂とした。建長元年（1249年）8月16日薨去。享年71。

## 人物
傍若無人の振る舞いを行い、世間の人々から「おそろしからぬ太政入道」と呼ばれたという。
ある時、申し上げるべき事があり今出川第を訪問したが、牛車に乗ったまま邸宅に入って中門廊に車を寄せると、自分自身の手で裏無（草履の一種）を取り出して履き、そのまま堂上に上がり込んで公卿に対面して帰ったことがあったという。

## 系譜
- 父：三条実房
- 母：藤原経宗の女
- 妻：中山忠親の長女
  - 長男：三条実親（1195-1263）
  - 次男：三条実平（1197-?）
- 妻：藤原修子 - 藤原範能の娘
  - 女子：三条有子（1207-1286） - 安喜門院。後堀河天皇中宮
- 生母不明の子女
  - 男子：実雲
  - 男子：実誉
  - 男子：教深[2]
  - 女子：御匣殿（?-1247） - 後嵯峨天皇後宮、性助法親王母
  - 女子：九条忠家室（?-1277）
  - 女子：今小路禅尼